# Église de la Trinité de Bignay
L'église de la Trinité est une église située à Bignay, dans le département français de la Charente-Maritime en région Nouvelle-Aquitaine.

## Historique
L'église est classée au titre des monuments historiques par arrêté de 1907.

## Cimetière de Bignay
Le cimetière autour de l'église fait l'objet d'une inscription au titre des monuments historiques par arrêté du 24 avril 1954.

## Galerie

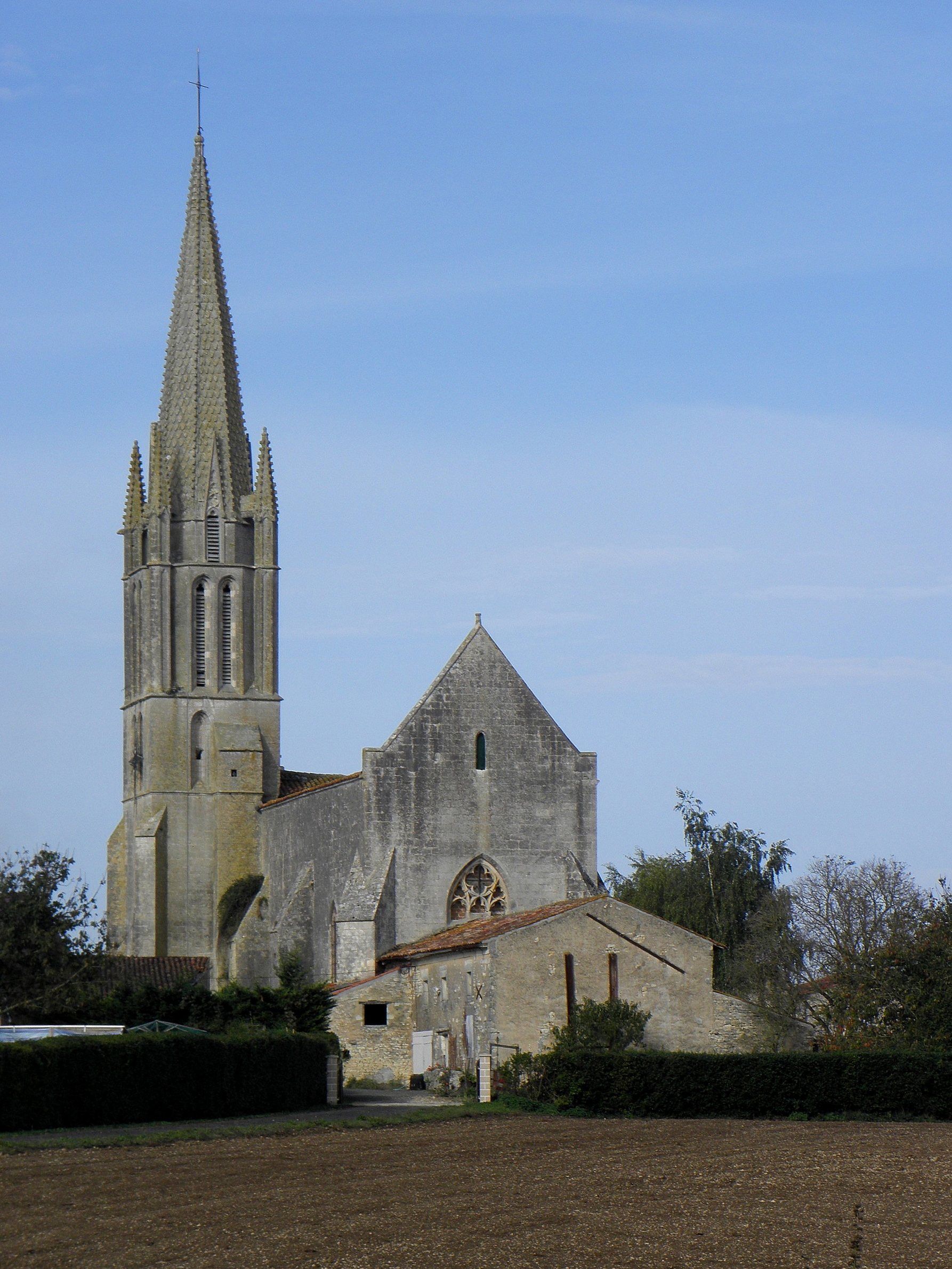
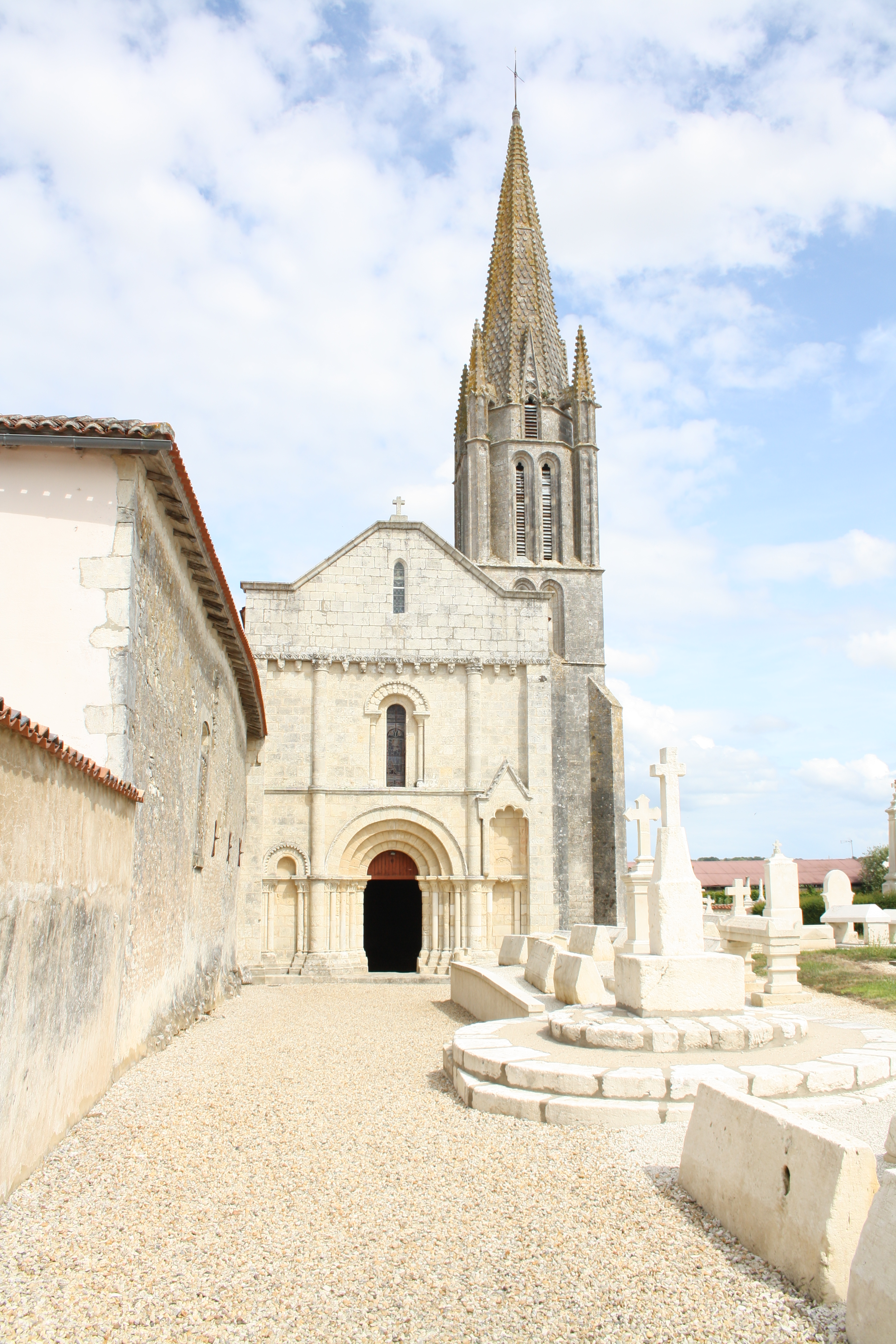
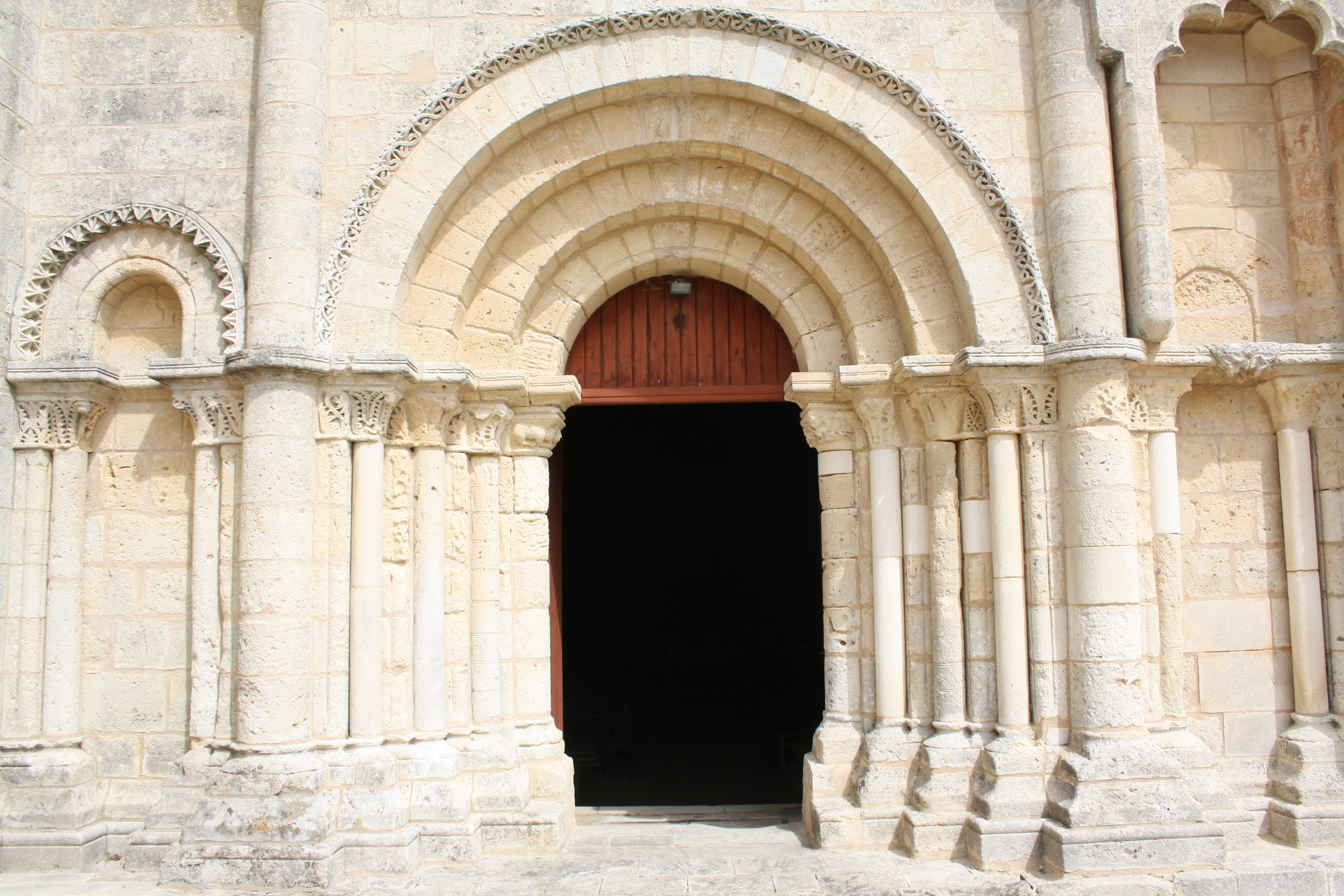
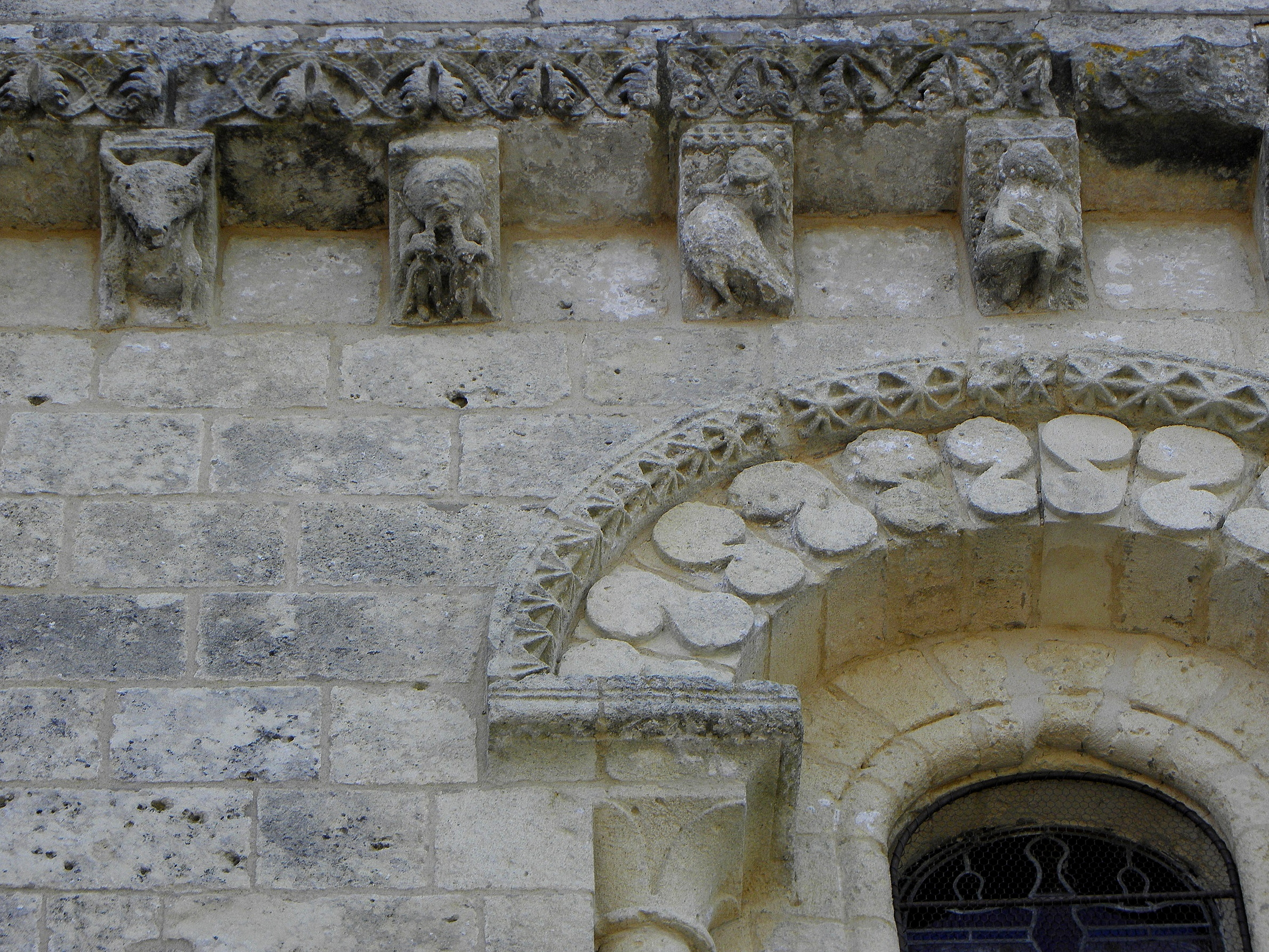
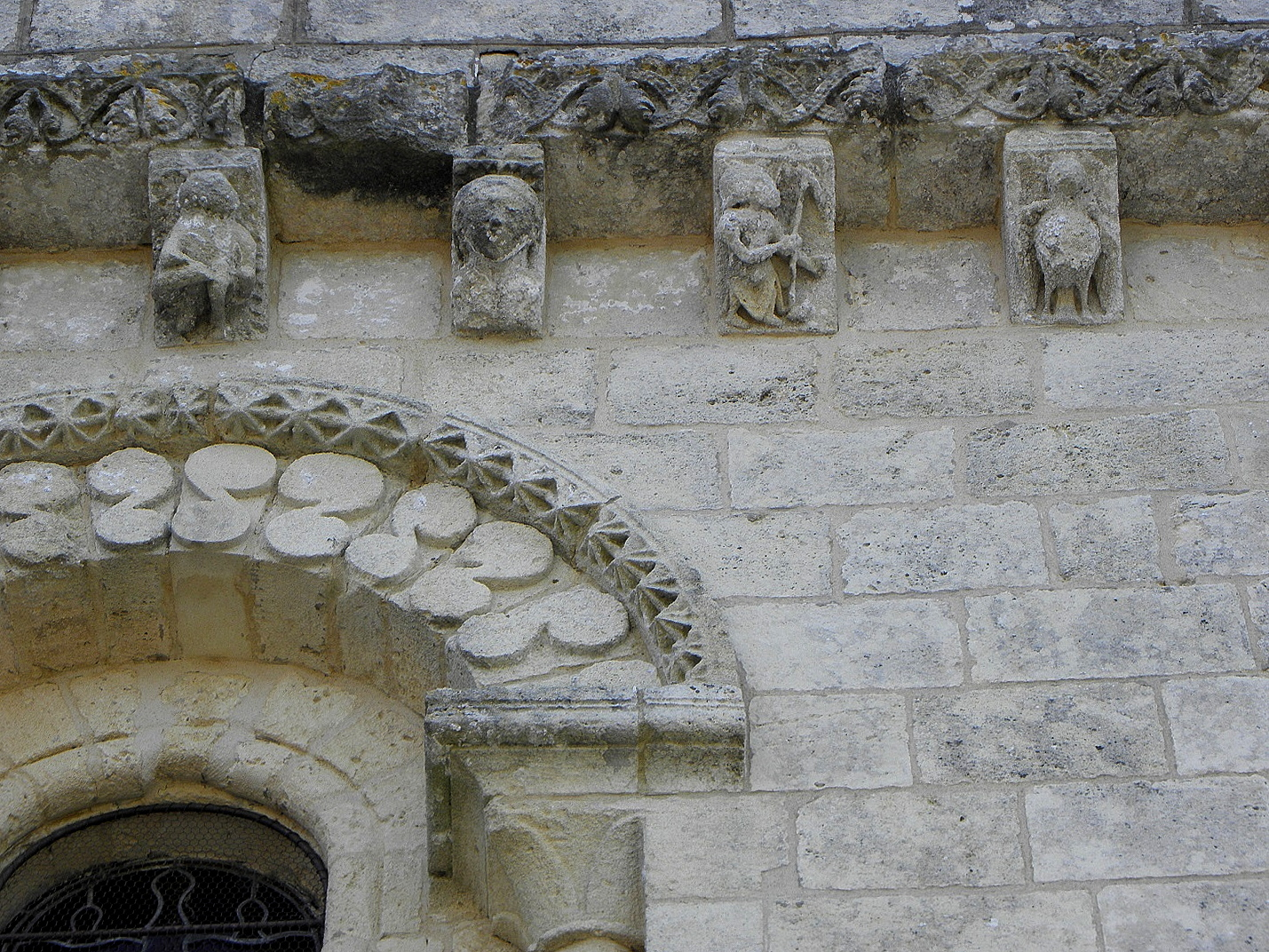
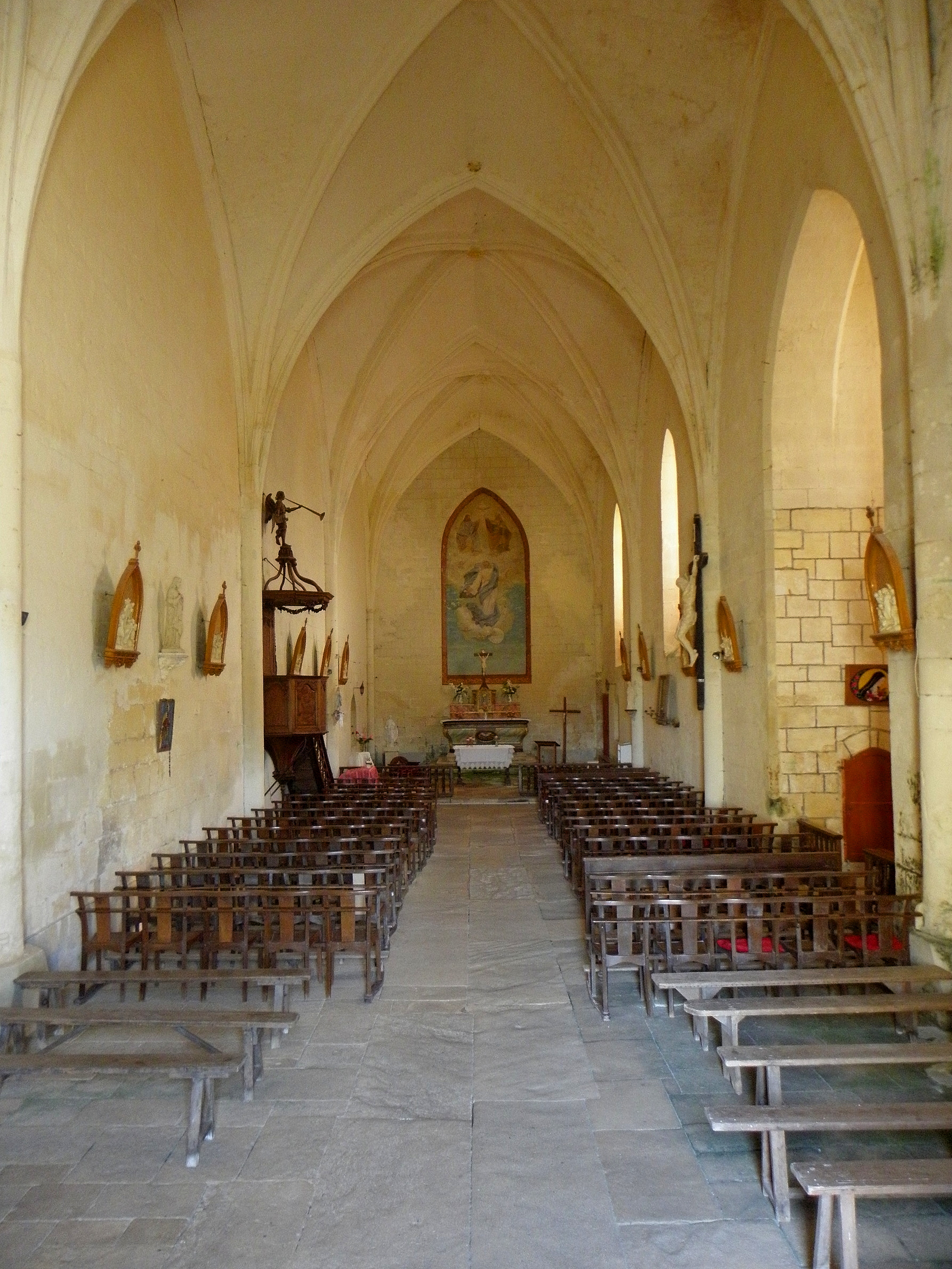
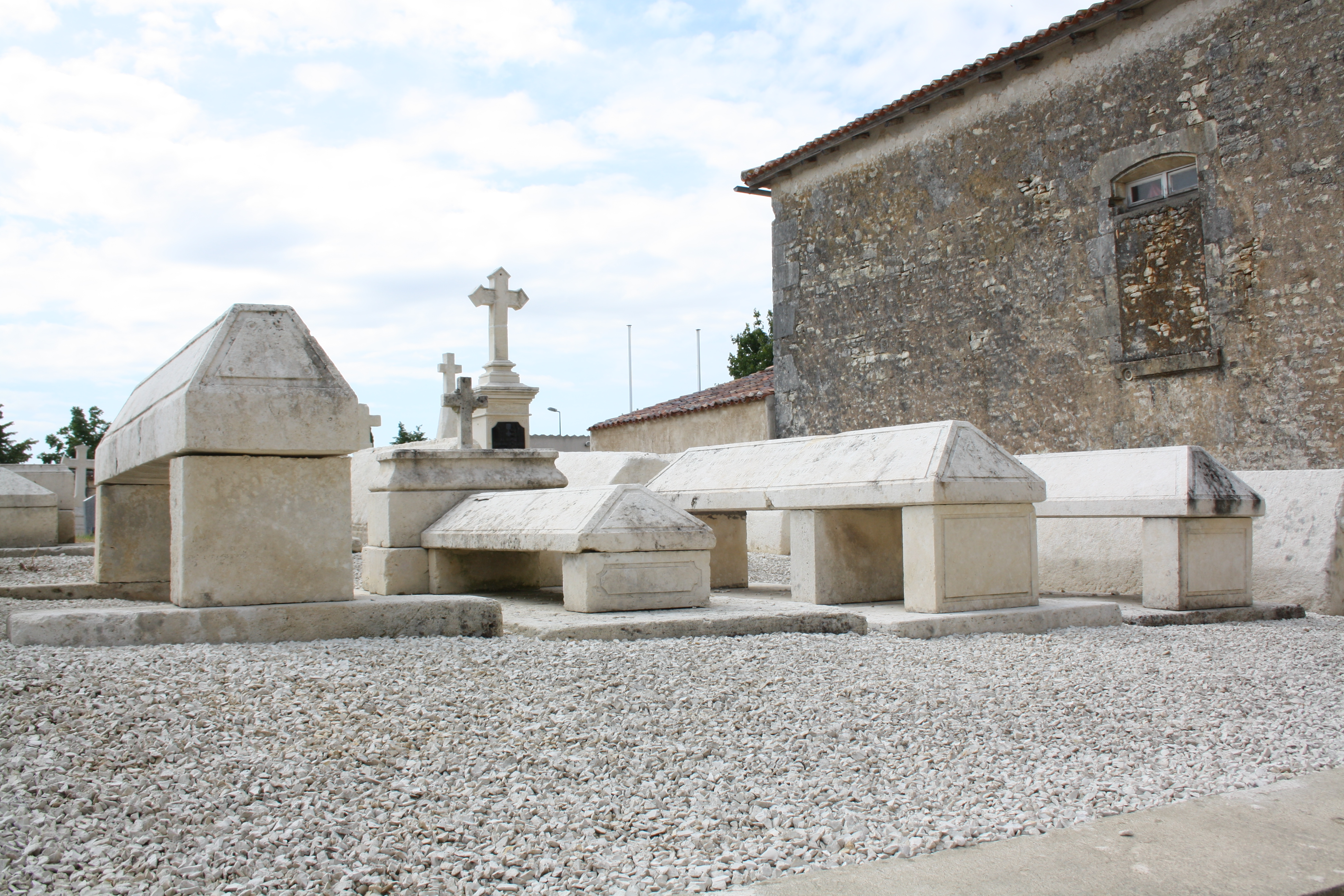